# Les Corrompus (film, 1967)
Pour les articles homonymes, voir Les Corrompus.
Pour plus de détails, voir Fiche technique et Distribution.
Les Corrompus (titre original : Die Hölle von Macao) est un film d'espionnage franco-italo-ouest-allemand de James Hill sorti en 1967.

## Synopsis
Un espion s'empare d'un médaillon mais un groupe de corrompus tentent de le dérober...

## Fiche technique
- Titre original : Die Hölle von Macao
- Titre anglophone : The Corrupts Ones
- Réalisation : James Hill, assisté de Frank Winterstein
- Scénario : Brian Clemens et Harold Bloom (non crédité) d'après une histoire originale de Ladislas Fodor et Arp Brown (non crédité)
- Dialogues : Georges Farrel (non crédité)
- Directeur de la photographie : Heinz Pehlke
- Montage : Fred Srp
- Musique : Georges Garvarentz
- Costumes : Paul Seltenhammer
- Décors : Hans-Jürgen Kiebach (non crédité)
- Production : Artur Brauner
- Genre : Film d'aventures
- Pays de production :  France,  Italie,  Allemagne de l'Ouest
- Durée : 93 minutes (1 h 33)
- Dates de sortie :
  - Allemagne de l'Ouest : 20 janvier 1967
  - États-Unis : 3 février 1967
  - France : 8 février 1967
  - Italie : 1er septembre 1967
- Affiche : Jean Mascii (France)

## Distribution
- Robert Stack (VF : Jacques Deschamps) : Cliff Wilder
- Elke Sommer (VF : Claire Guibert) : Lilly Mancini
- Nancy Kwan : Tina
- Christian Marquand (VF : Raymond Loyer) : Jay Brandon
- Maurizio Arena : Danny
- Richard Haller : Kua-Song
- Dean Heyde : Hugo
- Ah Yue Lou : Chow
- Marisa Merlini : Mrs. Vulcano
- Rosemarie Stack : la patronne du bar
- Werner Peters (VF : Yves Brainville) : Francis Pinto